# کاسه مغز
آن قسمت از جمجمه که مغز را دربرمی‌گیرد، کاسهٔ مغز نامیده می‌شود. به این قسمت، جمجمهٔ عصبی یا نوروکرانیوم (انگلیسی: Neurocranium) هم می‌گویند.
جمجمه را به دو قسمت تقسیم می‌کنند: یک قسمت در ارتباط با مغز است جمجمه عصبی نام دارد و آن قسمت که در ارتباط با صورت است اسکلت صورت (جمجمه احشایی) نامیده می‌شود. جمجمهٔ عصبی از کاسه سر و قاعدهٔ جمجمه که سه قسمت فرورفته دارد، تشکیل شده‌است. جمجمهٔ عصبی شامل استخوان‌های پس‌سری، گیجگاهی، پیشانی، آهیانه و پرویزنی است. 
خط تقسیم بین قسمت عصبی جمجمه و قسمت احشایی از نزدیک قاعدهٔ بینی، لبهٔ بالایی حفرهٔ چشم و مجرای گوش خارجی رد می‌شود. جمجمهٔ عصبی و احشایی از استخوان‌های منحصر به فردی درست شده‌اند که به جز موارد معدودی با مفاصل استخوانی ثابت یا مفاصل غضروفی به هم متصل شده‌اند.
در جانورشناسی، جمجمهٔ عصبی، بخش غضروفی جمجمه یک موجود مهره‌دار است.

## نگارخانه

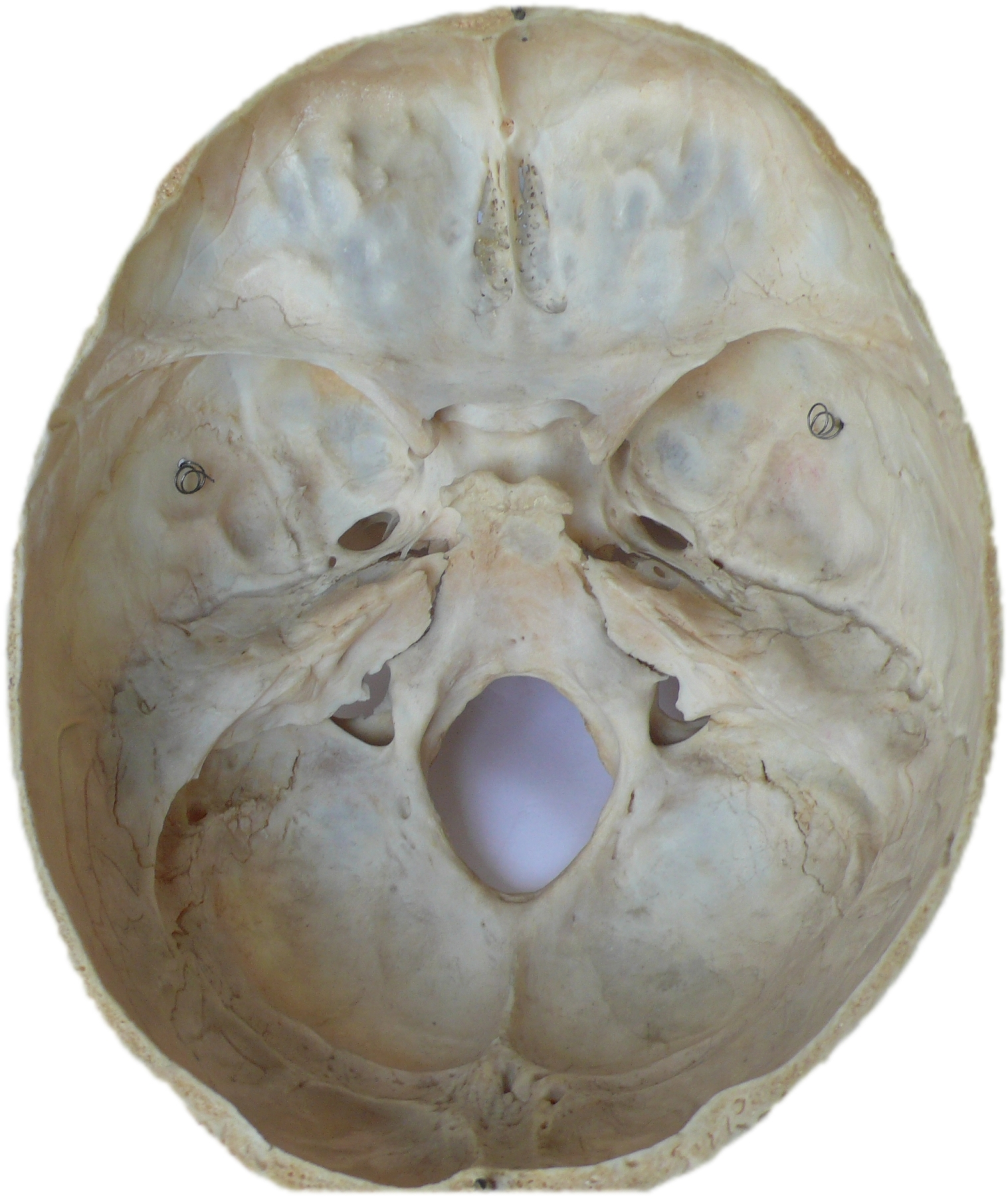
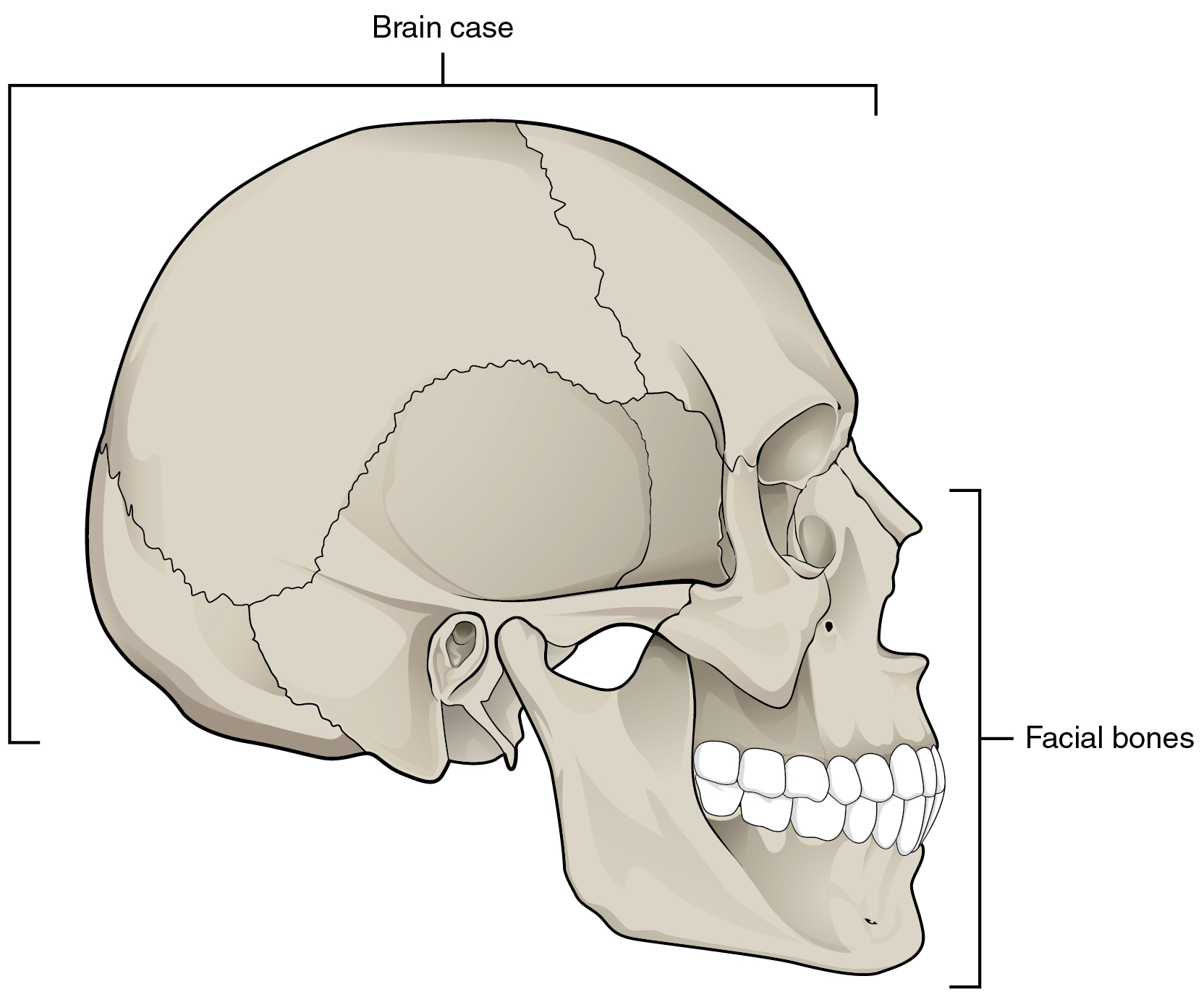